# Innovationspreis
Es besteht eine Vielzahl von Preisen, die den Namen Innovationspreis führen. Ihnen gemeinsam ist, dass Innovationen angeregt und ausgezeichnet werden soll. Die meisten dieser Preise werden von den deutschen Bundesländern vergeben, aber auch das gemeinnützige Deutsche Institut für Erfindungswesen und die „Innovative Der Deutsche Innovationspreis“ vergeben Innovationspreise.

## Innovationspreise der Länder

### Baden-Württemberg
Auf Vorschlag des Ministers für Wirtschaft, Mittelstand und Technologie, Rudolf Eberle, beschloss die Landesregierung am 22. Oktober 1984 die Vergabe eines Innovationspreises für kleine und mittlere Unternehmen.
Der Preis wird seit 1985 alljährlich vergeben an im Land ansässige kleinere und mittlere Unternehmen aus Industrie, Handwerk sowie technologischer Dienstleistung für beispielhafte Leistungen bei der Entwicklung neuer Produkte, Verfahren und technologischer Dienstleistungen oder bei der Anwendung moderner Technologien in Produkten, Produktion oder Dienstleistungen. Es werden Preisgelder von insgesamt 50.000 Euro sowie Urkunden vergeben.

### Bayern
Seit 1996 verleiht die Bayerische Staatsregierung alle zwei Jahre den Bayerischen Innovationspreis. Ausgezeichnet werden soll ein Unternehmen, Team, Erfinder oder Unternehmensgründer für eine herausragende praxisorientierte innovative Leistung, die auf die bayerische Volkswirtschaft und ihre Wettbewerbsfähigkeit ausstrahlt. Mit dem Preis will die Bayerische Staatsregierung auf herausragende Leistungen hinweisen und das Bewusstsein schärfen, das nur durch innovative Leistungen und Kreativität der hohe wirtschaftliche, soziale und ökologische Standard gehalten werden kann.

#### Preisträger 1996–2008
| Jahr | Preisträger                      | Projekt                                                                                                   |
| ---- | -------------------------------- | --- |
| 1996 | Modellbau Hofmann GmbH           | Einführung neuer Hochtechnologie für Rapid Prototyping                                                    |
| 1998 | EUROMED AG/Euro-Med-Clinic       | Die integrierte Patientenversorgung                                                                       |
| 2000 | WaveLight Laser Technologie AG   | Hochpräzises Laser-System zur zuverlässigen Verbesserung der Sehschärfe und Korrektur von Fehlsichtigkeit |
| 2002 | EnOcean GmbH                     | Batterielose Funktechnik – wartungsfreie Fernschalter und Sensoren                                        |
| 2004 | ANTISENSE PHARMA GmbH            | |
| 2006 | attocube systems AG              | Nanopositionierung und Nanoskopie                                                                         |
| 2008 | Continental AG und FH Ingolstadt | Entwicklung eines „hörenden Airbags“                                                                      |

Seit 2012 wird der Preis als Innovationspreis Bayern bezeichnet. Insgesamt werden bis zu 7 Haupt- und Sonderpreise vergeben. Es handelt sich um ideelle Auszeichnungen, die nicht finanziell dotiert sind. Der Preis besteht aus einer Urkunde und einer Skulptur.

#### Preisträger ab 2012
| Jahr | Preisträger                                                                            | Projekt                                                                              |
| ---- | -------------------------------------------------------------------------------------- | ------------------------------------------------------------------------------------ |
| 2012 | 1. Hauptpreis: Heinz Soyer Bolzenschweißtechnik GmbH                                   | Magnetfeldbolzenschweißen mit Schutzgas >10 mm                                       |
| 2012 | 2. Hauptpreis: Innovationszentrum für Telekommunikationstechnik GmbH IZT               | IZT S1000 Mehrkanal RF Signalgenerator                                               |
| 2012 | 3. Hauptpreis: Océ Printing System GmbH                                                | Océ Color Stream 3000 Serie Inkjet Drucksystem                                       |
| 2014 | 1. Hauptpreis: Maschinenfabrik Reinhausen GmbH                                         | Der regelbare Ortsnetztransformator                                                  |
| 2014 | 2. Hauptpreis: Peter Brehm GmbH                                                        | Modulare Revisionsstützpfanne MRS-TITAN® COMFORT                                     |
| 2014 | 3. Hauptpreis: Fech Fenstertechnik GmbH & Co. KG Nordendorf                            | Fech-Jet-System® ein einzigartiges Fenster- und Türensystem ohne Schraubverbindungen |
| 2016 | 1. Hauptpreis: Concept Laser GmbH, Lichtenfels                                         | QM Meltpool 3D – Röntgen ohne Röntgenstrahlen                                        |
| 2016 | 2. Hauptpreis: iwis motorsysteme GmbH & Co. KG, München                                | TRITAN – die innovative PVD Beschichtungstechnologie                                 |
| 2016 | 3. Hauptpreis: Kaspar Schulz Brauereimaschinenfabrik & Apparatebauanstalt e.K, Bamberg | Schulz Mälzungssystem                                                                |

### Berlin Brandenburg
Seit 1984 prämiert die Berliner Senatsverwaltung für Wirtschaft, Technologie und Frauen die herausragendsten Produktentwicklungen, Dienstleistungen und Konzepte regionaler Unternehmen mit dem Innovationspreis Berlin-Brandenburg. Seit 1992 wird der Preis gemeinsam mit dem brandenburgischen Ministerium für Wirtschaft und Energie verliehen. Der Innovationspreis ist mit 10.000 € je Gewinner dotiert und wird im Rahmen eines „Public Private Partnership“ finanziert. Er wird jährlich an bis zu fünf Nominierte vergeben.

### Brandenburg
Herausragende Innovationen und die dahinterstehenden Akteure werden seit 2014 mit dem Brandenburger Innovationspreis gewürdigt. Der Brandenburger Innovationspreis ist mit bis zu 10.000 Euro pro Cluster dotiert. Er kann maximal an drei Preisträger je Cluster vergeben werden. In diesem Fall wird der Preis zu gleichen Teilen aufgesplittet.

### Hessen
Der Innovationspreis Hessen prämierte zuletzt 2008 Innovationen in unternehmerischen Prozessen. Er wurde u. a. getragen vom Bankenverband Hessen e. V., der DZ BANK AG und der Landesbank Hessen-Thüringen. Schirmherr war der Hessische Minister für Wirtschaft, Verkehr und Landesentwicklung Alois Rhiel. Der Preis war mit insgesamt 30.000 € dotiert.
Ab 2011 wird stattdessen eine Kategorie „Innovation“ beim Wettbewerb Hessen-Champions eingeführt.

### Hamburg
Innovationspreis des Senats der Freien und Hansestadt Hamburg.
(wird schon seit Jahren nicht mehr ausgelobt)

### Mecklenburg-Vorpommern
Seit 2013 wird hier jährlich der INNO AWARD vom VTMV – Verbund der Technologiezentren in Mecklenburg-Vorpommern zusammen mit Partnern aus der Wirtschaft vergeben. Der INNO AWARD richtet sich vor allem an Gründungswillige bzw. gerade gegründete Unternehmen mit innovativen Produkten, Verfahren oder Leistungen, ist branchenoffen und gilt bundesweit. Das Preis ist mit insgesamt 18.000 € dotiert.

### Nordrhein-Westfalen
Seit 2008 verleiht das Ministerium für Innovation, Wissenschaft und Forschung des Landes Nordrhein-Westfalen einen Innovationspreis in den drei Kategorien Ehrenpreis (bis 2010 Lebenswerk), Innovation und Nachwuchs. Der Innovationspreis des Landes Nordrhein-Westfalen ist der zweithöchstdotierte Innovationspreis in Deutschland – nach dem Zukunftspreis des Bundespräsidenten.
Der Preis ist mit 150.000 Euro dotiert:
- Kategorie Innovation – 100.000 Euro Preisgeld
- Kategorie Nachwuchs – 50.000 Euro Preisgeld
- Kategorie Ehrenpreis – kein Preisgeld.

Die Preisskulptur hat Markus Lüpertz, ehemaliger Rektor der Kunstakademie Düsseldorf für das Land geschaffen.
| Jahr | Preisträger/-in                                                              | Kategorie              |
| ---- | ---------------------------------------------------------------------------- | ---------------------- |
| 2008 | Reinhold Noé, Universität Paderborn                                          | Innovation             |
|      | Ulrich Rückert, Universität Bielefeld                                        | Innovation             |
|      | Ekkehard Schulz, ThyssenKrupp AG                                             | Lebenswerk             |
|      | Oliver Trapp, Universität Heidelberg/vormals MPI für Kohlenforschung Mülheim | Nachwuchs              |
| 2009 | Friedrich Bruder, Bayer MaterialScience AG                                   | Innovation             |
|      | Kai Phillip Schmidt, TU Dortmund                                             | Nachwuchs              |
|      | Björn Schumacher, Universität zu Köln                                        | Nachwuchs              |
|      | Werner Wenning, Bayer AG                                                     | Lebenswerk             |
| 2010 | Klaus Meerholz, Universität zu Köln                                          | Innovation             |
|      | Günter Schwarz, Universität zu Köln                                          | Sonderpreis Innovation |
|      | Regina Palkovits, RWTH Aachen/vormals MPI für Kohleforschung Mülheim         | Nachwuchs              |
|      | Renate Mayntz, MPI für Gesellschaftsforschung Köln                           | Lebenswerk             |
| 2011 | Reinhart Poprawe, Leiter des Fraunhofer-Instituts für Lasertechnik Aachen    | Innovation             |
|      | Sonja Herres-Pawlis, TU Dortmund                                             | Nachwuchs              |
|      | Ernst Ulrich von Weizsäcker, Wuppertal Institut für Klima, Umwelt, Energie   | Ehrenpreis             |
| 2012 | Christof Paar, Ruhr-Universität Bochum                                       | Innovation             |
|      | Karl Mayrhofer, MPI für Eisenforschung                                       | Nachwuchs              |
|      | Barbara Stollberg-Rilinger, Universität Münster                              | Ehrenpreis             |
| 2013 | Christian Hopmann, RWTH Aachen, Institut für Kunststoffverarbeitung          | Innovation             |
|      | Gabriele Schierning, Universität Duisburg-Essen                              | Nachwuchs              |
|      | Wilhelm Heitmeyer, Universität Bielefeld                                     | Ehrenpreis             |
| 2015 | Jürgen Wolf, Universitätsklinikum Köln                                       | Innovation             |
|      | Stephan Binder, Forschungszentrum Jülich                                     | Nachwuchs              |
|      | Georg Schaumann, Forschungszentrum Jülich                                    | Nachwuchs              |
|      | Robert Schlögl, MPI für Chemische Energiekonversion Mülheim                  | Ehrenpreis             |

### Rheinland-Pfalz
Der Innovationspreis Rheinland-Pfalz wird seit 1988 vergeben.

### Sachsen
Der Innovationspreis des Freistaates Sachsen wird seit 1991 für herausragende Leistungen bei der Entwicklung und Umsetzung wirtschaftlich erfolgreicher, neuartiger Produkte, Dienstleistungen oder Verfahren vergeben. Der Preis besteht, neben der Skulptur für den Sieger, aus einem Geldbetrag, einer Urkunde sowie einem Aufkleber zur Kennzeichnung der prämierten Produkte. Bis 2009 wurden mehr als 65 Unternehmen ausgezeichnet.

### Thüringen
Der Wettbewerb um den Innovationspreis Thüringen wird seit 1994 ausgelobt und soll die wirtschaftliche Bedeutung von zukunftsfähigen Innovationen vor allem für kleine und mittlere Unternehmen der gewerblichen Wirtschaft herausstellen. Gemeinschaftliche Träger des Wettbewerbes sind das Thüringer Wirtschaftsministerium, die Stiftung für Technologie, Innovation und Forschung Thüringen (STIFT), der TÜV Thüringen sowie die Ernst-Abbe-Stiftung.
Teilnahme
Teilnahmeberechtigt sind Unternehmen, Einzelunternehmer, Einzelpersonen, Handwerksbetriebe, Forschungseinrichtungen sowie Hochschulen mit Sitz oder Betriebsstätte in Thüringen, die nachweislich innovative Produkte, Verfahren und Dienstleistungen entwickelt haben, deren (ggf. zeitnahe) Produktion bzw. Verwertung belegt werden kann. Die eingereichten Entwicklungen erfüllen diese Voraussetzung, wenn sie zum Zeitpunkt der Bewerbung auf dem Markt eingeführt sind und deren Markteinführung nicht länger als zwei Jahre zurückliegt bzw. die kurz vor der Markteinführung stehen und Aussicht auf eine erfolgreiche Etablierung haben. Der Bewerbungsgegenstand muss überwiegend in Thüringen entwickelt, gestaltet und/oder gefertigt worden sein.
Preisgeld und Kategorien
Der Innovationspreis Thüringen ist mit einem Preisgeld in Höhe von insgesamt 100.000 € dotiert und wird in den Kategorien „Tradition & Zukunft“, „Industrie & Material“, „Kommunikation & Medien“ sowie „Licht & Leben“ vergeben. Die Jury kann zudem einen „Sonderpreis für Junge Unternehmen“ vergeben, der gleichermaßen als Anerkennung und Motivation verstanden werden und junge Unternehmen in ihrer Weiterentwicklung unterstützen soll. Über die Vergabe des Preises und die Höhe des Preisgeldes entscheidet eine unabhängige Jury aus sachverständigen Persönlichkeiten aus Wirtschaft und Wissenschaft. Neben diesen Kategorien vergeben die Träger den Ernst-Abbe-Preis für innovatives Unternehmertum, mit dem Thüringer Unternehmer für besondere Verdienste um den Wissenschafts- und Technologiestandort Thüringen geehrt werden.

## Allgemeine Innovationspreise

### Die Dieselmedaille
Die Dieselmedaille wurde auf Initiative von Eugen Diesel, dem Sohn Rudolf Diesels im Jahr 1953 ins Leben gerufen und ist damit Deutschlands ältester Innovationspreis. Die Dieselmedaille wird vom gemeinnützigen Deutschen Institut für Erfindungswesen (DIE e. V.) verliehen. Eines der Ziele des DIE e. V. ist, die Leistungen von Erfindern und Unternehmern in der Öffentlichkeit angemessen zu würdigen und ihre Arbeit konsequent zu unterstützen. Der Preis hat Signalwirkung für die gesamte Wirtschaft und rückt das Thema Innovation in den Fokus des öffentlichen Interesses.
Aus insgesamt 16 Nominierungen in den Kategorien „Beste Innovationsleistung“, „Nachhaltigste Innovationsleistung“, „Beste Medienkommunikation“ und „Beste Innovationsförderung“ wählt das Expertengremium je einen Gewinner aus. Die Bekanntgabe und Vorstellung der 16 Nominierungen findet immer im Frühsommer statt.
Dieselmedaille in Gold wird traditionell im Ehrensaal des Deutschen Museums vor etwa 200 geladenen Gästen und Medienvertretern verliehen.

#### Die Preisträger
Preisträger 1953–2014

### Der Deutsche Innovationspreis
Accenture, EnBW, O2 Telefónica und die WirtschaftsWoche haben sich zur Initiative Der Deutsche Innovationspreis zusammengeschlossen, um herausragende, zukunftsweisende Innovationen deutscher Unternehmen, die mit ihrer Innovationskraft Geschäft und Märkte verändern, auszuzeichnen.
Berücksichtigt werden Produktinnovationen, innovative Geschäftsmodelle, Prozesse und Services sowie Organisations- und Marketinginnovationen. Der Preis wird seit 2010 jährlich in den drei Kategorien Großunternehmen, Mittelstand und Startups vergeben.
| Kategorie | Großunternehmen                                             | Mittelstand                                    | Startup                         |
| --------- | ----------------------------------------------------------- | ---------------------------------------------- | ------------------------------- |
| 2010      | Schott AG                                                   | DMG Dental-Material Gesellschaft mbH           | smartfiber AG                   |
| 2011      | Freudenberg Dichtungs- und Schwingungstechnik GmbH & Co. KG | Carl Zeiss Meditec AG                          | Human Machine Intelligence GmbH |
| 2012      | SAP AG                                                      | Häussler Innovation GmbH                       | NanoTemper Technologies GmbH    |
| 2013      | MTU Aero Engines AG                                         | GETEMED Medizin- und Informationstechnik AG    | SeeFront GmbH                   |
| 2014      | Otto GmbH & Co. KG                                          | Actuator Solutions GmbH                        | iThera Medical GmbH             |
| 2015      | Merck KGaA                                                  | Alacris Theranostics GmbH                      | Dynamic Biosensors GmbH         |
| 2016      | Schaeffler Technologies AG & Co. KG                         | Invenio GmbH                                   | 3YourMind GmbH                  |
| 2017      | Karl Storz SE & Co. KG                                      | Alere Technologies GmbH                        | Testbirds GmbH                  |
| 2018      | adidas AG, ThyssenKrupp Elevator GmbH                       | Buderus Guss GmbH                              | COLDPLASMATECH GmbH             |
| 2019      | Airbus                                                      | Celonis SE                                     | Blickfeld GmbH                  |
| 2020      | Dürr Systems AG                                             | Varta AG                                       | Hasytec Electronics GmbH        |
| 2021      | Bosch Rexroth AG                                            | WBT-Industrie Elektromechanische Produkte GmbH | HHLA Sky GmbH                   |
| 2022      | Infineon Technologies AG                                    | KNAUER Wissenschaftliche Geräte GmbH           | CUREosity GmbH                  |
| 2023      | Siemens Mobility                                            | ibs GmbH                                       | LUBIS EDA GmH                   |
| 2024      | AIXTRON SE                                                  | EcoG GmbH                                      | DeepDrive                       |

### Innovationspreis der deutschen Wirtschaft
Seit 1980 wird der Innovationspreis der deutschen Wirtschaft jährlich vergeben und ist damit weltweit die älteste Auszeichnung dieser Art. Veranstalter des Innovationspreises ist die F.A.Z.-Gruppe.
Ausgezeichnet wird je ein Bewerber aus den vier Kategorien:
- Großunternehmen
- Innovative Personalkonzepte
- Mittelständische Unternehmen
- Start-Up Unternehmen

### Weitere Innovationspreise (Auswahl)
- Innovationspreis für Klima und Umwelt von BMU und BDI
- Innovationspreis des Bundesministerium für Wirtschaft und Klimaschutz (ehemals Bundesministeriums für Wirtschaft und Arbeit)
- Deutscher Zukunftspreis des Bundespräsidenten
- Berthold Leibinger Innovationspreis für angewandte Lasertechnologie
- Innovationspreis in Medizinisch/Pharmazeutischer Chemie der GDCh und DPhG
- Großer Preis des Mittelstandes der Oskar-Patzelt-Stiftung
- Preis für Innovation in der Erwachsenenbildung des Deutschen Instituts für Erwachsenenbildung
- Hermes Award von der Hannover Messe zur Hannover Messe Industrie
- Kunststoff-Innovationspreis des Vereins Kunststoffe in OWL
- Innovationspreis des Landkreises Göttingen
- Innovationspreis des Privatbahn Magazins für den Schienenverkehr (seit 2008)[12][13][14]
- Innovationswettbewerb TOP 100 (seit 1993)